# Hinko von Lüttwitz
Hinko Ernst Julius Ferdinand Balthasar Friedrich Freiherr von Lüttwitz (* 20. Oktober 1855 auf Jagdschloss Bodland; † 16. Juni 1928 in Gorkau) war ein preußischer General der Infanterie.

## Leben

### Herkunft und Familie
Er war der Sohn von Ernst Freiherr von Lüttwitz (1823–1892) und dessen Ehefrau Cecile, geborene Gräfin Strachwitz von Groß-Zauche und Camminetz (1835–1910). Sein Vater war preußischer Hauptmann a. D., Oberförster und Deichhauptmann. Der spätere deutsche General der Infanterie und maßgeblich am Kapp-Putsch beteiligte Walther von Lüttwitz war sein jüngerer Bruder.
Verheiratet war er seit dem 14. Mai 1890 mit Irma Diestel (1868–1956), mit der er zwei Töchter und zwei Söhne hatte.

### Militärkarriere
Aus dem Kadettenkorps kommend wurde Lüttwitz am 19. April 1873 als Sekondeleutnant dem 2. Schlesischen Grenadier-Regiment Nr. 11 der Preußischen Armee in Breslau überwiesen. Kurzzeitig war er im Juni/Juli 1875 zum Schlesischen Pionier-Bataillon Nr. 6 sowie ab 1. Oktober 1876 auf ein Jahr zum 2. Schlesischen Jäger-Bataillon Nr. 6 kommandiert. Vom 1. Oktober 1879 bis zum 30. September 1881 fungierte Lüttwitz als Adjutant des I. Bataillons des 2. Schlesischen Landwehr-Regiments Nr. 11. Nach seiner Rückkehr zu seinem Stammregiment wurde er am 30. September 1882 zum Premierleutnant befördert und avancierte am 22. März 1889 zum Hauptmann und Chef der 5. Kompanie. 1893 und 1895 nahm er an den Generalstabsübungsreisen des VI. Armee-Korps teil. Man kommandierte ihn am 20. Mai 1896 als Adjutant zum Generalkommando des XI. Armee-Korps und versetzte Lüttwitz am 30. Mai 1896 bei gleichzeitiger Beförderung zum Major und unter Belassung in seinem Kommando in das Infanterie-Regiment „von Wittich“ (3. Hessisches) Nr. 83. Am 3. Juli 1899 wurde er nach Coburg versetzt, wo Lüttwitz das Kommando über das III. Bataillon des 6. Thüringische Infanterie-Regiment Nr. 95 erhielt. Daran schloss sich am 19. Juni 1902 unter Beförderung zum Oberstleutnant seine Versetzung nach Posen zum Stab des Grenadier-Regiments „Graf Kleist von Nollendorf“ (1. Westpreußisches) Nr. 6 an. In dieser Stellung folgte am 15. September 1905 die Beförderung zum Oberst und am 19. November 1905 ernannte man Lüttwitz zum Kommandeur des 5. Westfälischen Infanterie-Regiments Nr. 53 in Köln. Dieses Regiment gab er am 20. Dezember 1909 an seinen Nachfolger Oberst Paul Reichenau ab, und wurde unter Beförderung zum Generalmajor zum Kommandeur der 33. Infanterie-Brigade in Altona ernannt. Am 22. April 1912 avancierte Lüttwitz zum Generalleutnant und Kommandeur der 18. Division in Flensburg. In Genehmigung seines Abschiedsgesuches wurde er am 30. Dezember 1913 mit der gesetzlichen Pension zur Disposition gestellt.
Mit Ausbruch des Ersten Weltkriegs wurde Lüttwitz als z.D.-Offizier wiederverwendet und kommandierte bis zum 29. November 1914 die 12. Reserve-Division. Im weiteren Kriegsverlauf befehligte er verschiedene Großverbände, zuletzt vom 25. Oktober 1916 bis zum 30. September 1917 die 203. Infanterie-Division an der Ostfront. Als General der Infanterie z.D. wurde ihm im November 1917 der Kronenorden I. Klasse mit Schwertern verliehen.